# スライゴ
スライゴ（愛: Sligeach、英: Sligo）は、アイルランドのスライゴ県の県都。コノート地方においてはゴールウェイに次いで人口の大きな町である。名称は『貝の地』に由来する。町のほぼ中心に流れるギャラボーグ川に沿いにJFKパレード道、ロックワードパレード道、リバーサイド道があり、パブ、喫茶店、店など立ち並んでいる。町には、中規模なショッピングセンターが2つある。キーサイドとジョンソンズコート。

## 歴史

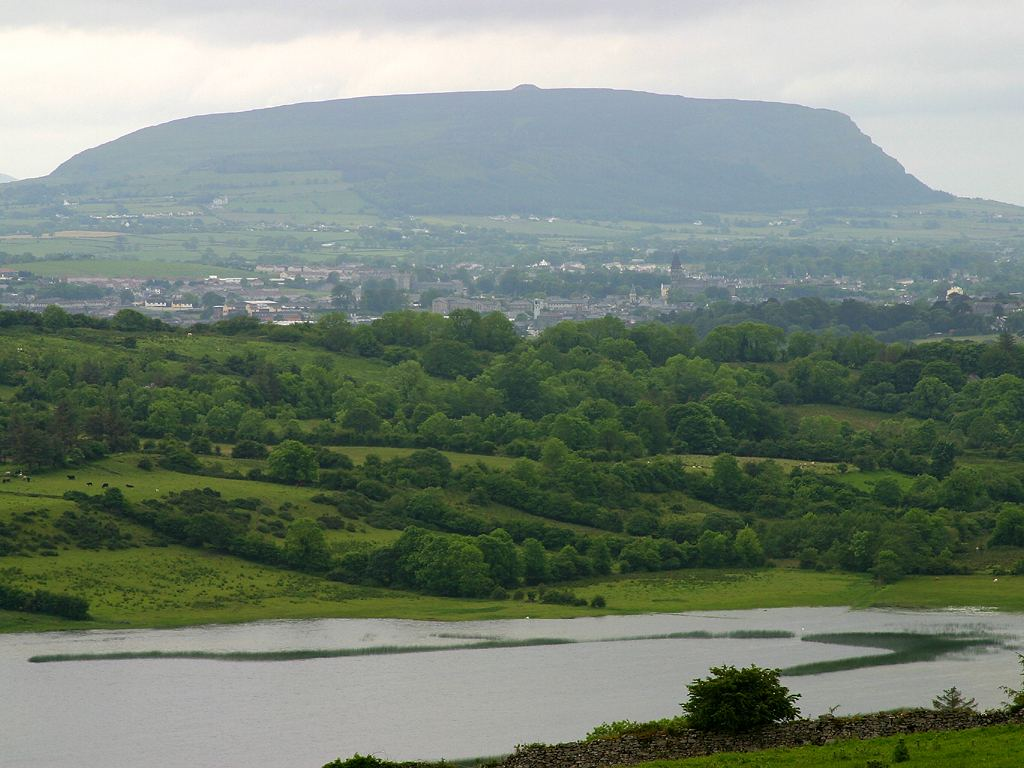
遠景

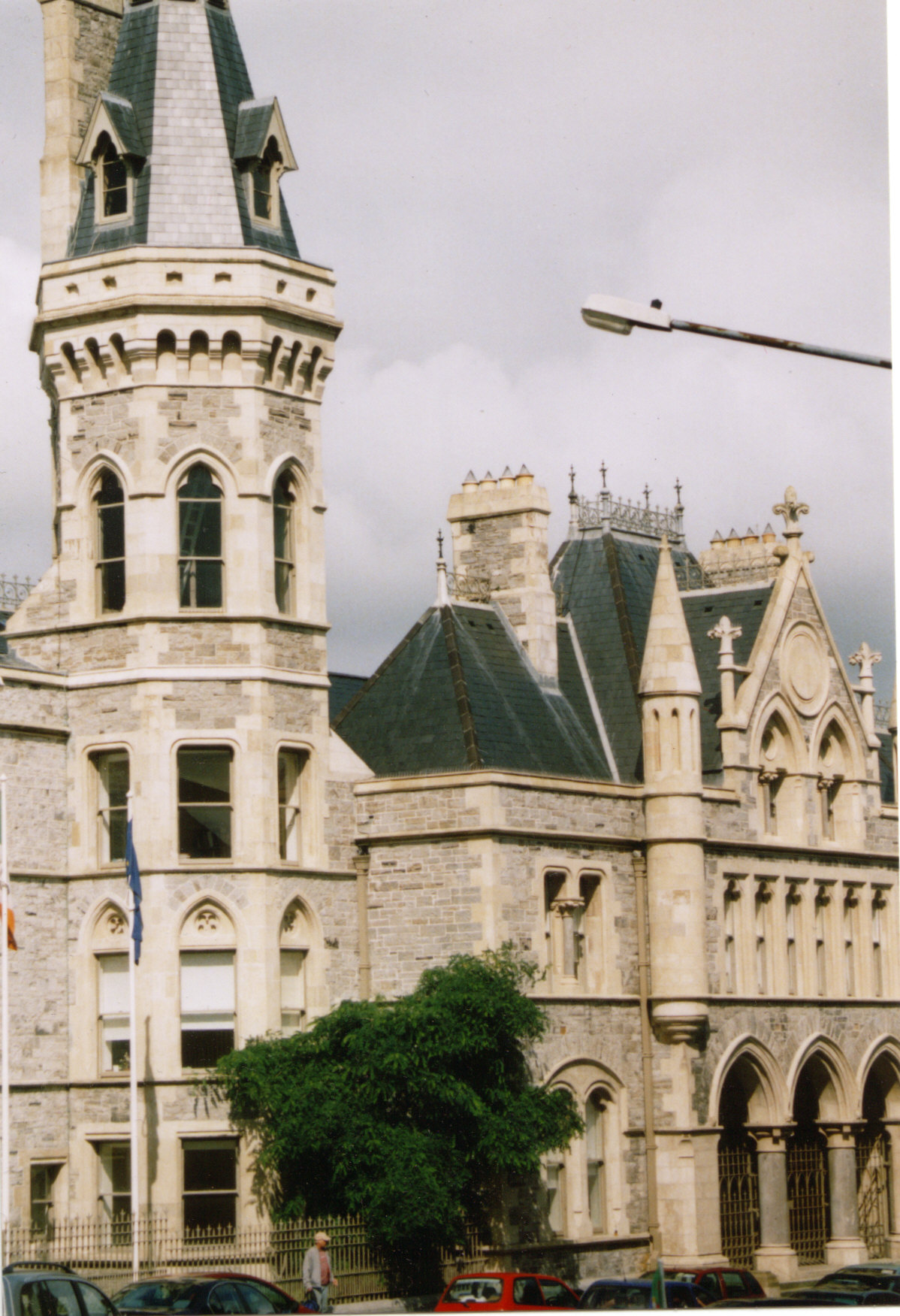
裁判所

## 教育
小学校が8校。中高一貫校が5校ある。大学は、スライゴ工科大学とセイント・アンジェラ単科大学がある（アイルランド国立大学ゴールウェイ校に属している）。

## 交通

### 国道線
- N4号：ダブリン
- N15号：ドニゴール県
- N16号：キャバン県

### 鉄道
アイルランド鉄道がマックダーミット駅（Mac Diarmada railway station）からダブリンへ往復運行している。

### バス
バス・エーレン（Bus Éireann）
バス停は、マックダーミット駅の前方に位置する。

### 空港
- スライゴ空港 (Sligo Airport)

## マスメディア

### 新聞
- スライゴ・ウィークエンダー（Sligo Weekender）
- ザ・スライゴ・チャンピオン　（The Sligo　Champion）

### ラジオ
- オーシャンFM（Ocean FM(Ireland)）

## 史跡

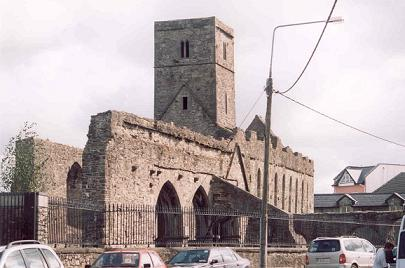
修道院

スライゴ修道院 (Sligo Abbey) - 1252年建設、1414年焼失、1850年代に再建された修道院。

## 文化
ウィリアム・バトラー・イェイツは子供時代をスライゴの周辺で過ごした。町に隣接する湖に浮かぶ小島をうたった『イニスフリーの湖島』（The Lake Isle of Innisfree, 1890年）など、彼の詩にはスライゴの描写が多く登場する。イェーツはスライゴ郊外のドラムクリフに埋葬されている。

## 姉妹都市
- クロゾン、フランス
- ケンプテン・イン・アルゴイ、ドイツ
- タラハシー、フロリダ州, アメリカ